# Amfiteater

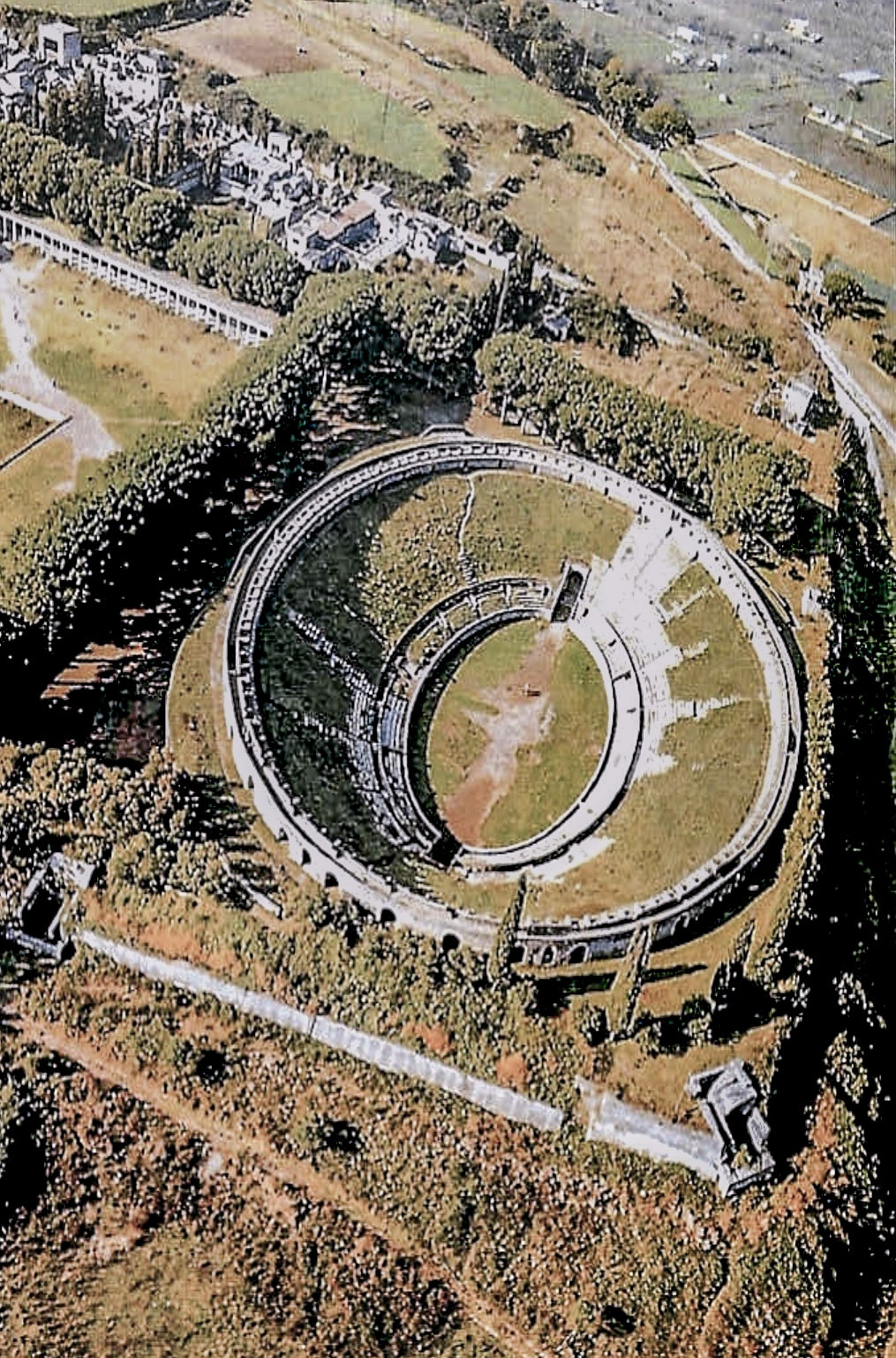
Amfiteater i Pompeji

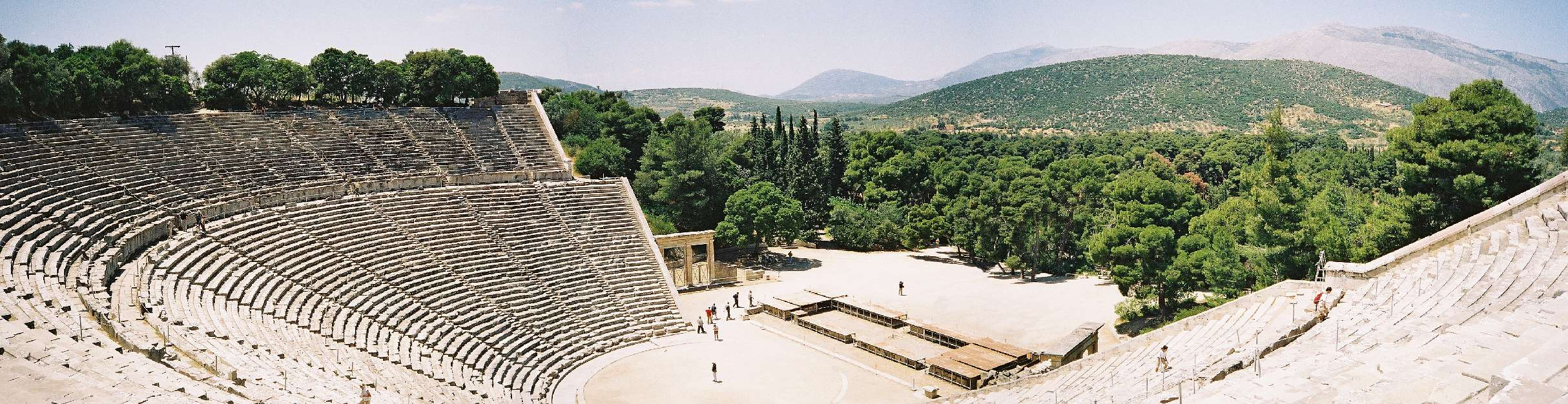
Teatern i Epidaurus är inte en amfiteater

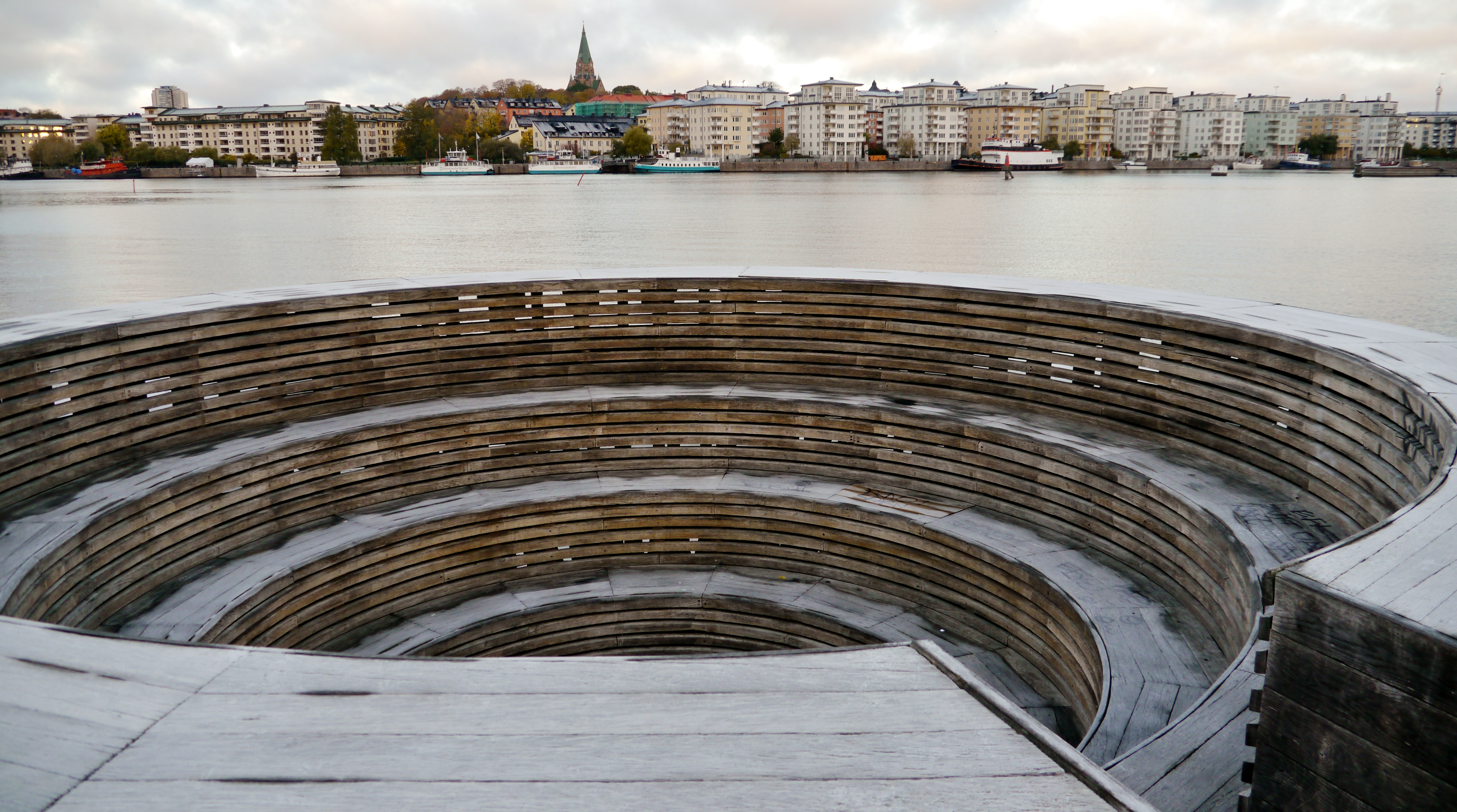
Amfiteater av trä i Hammarby sjöstad, Stockholm

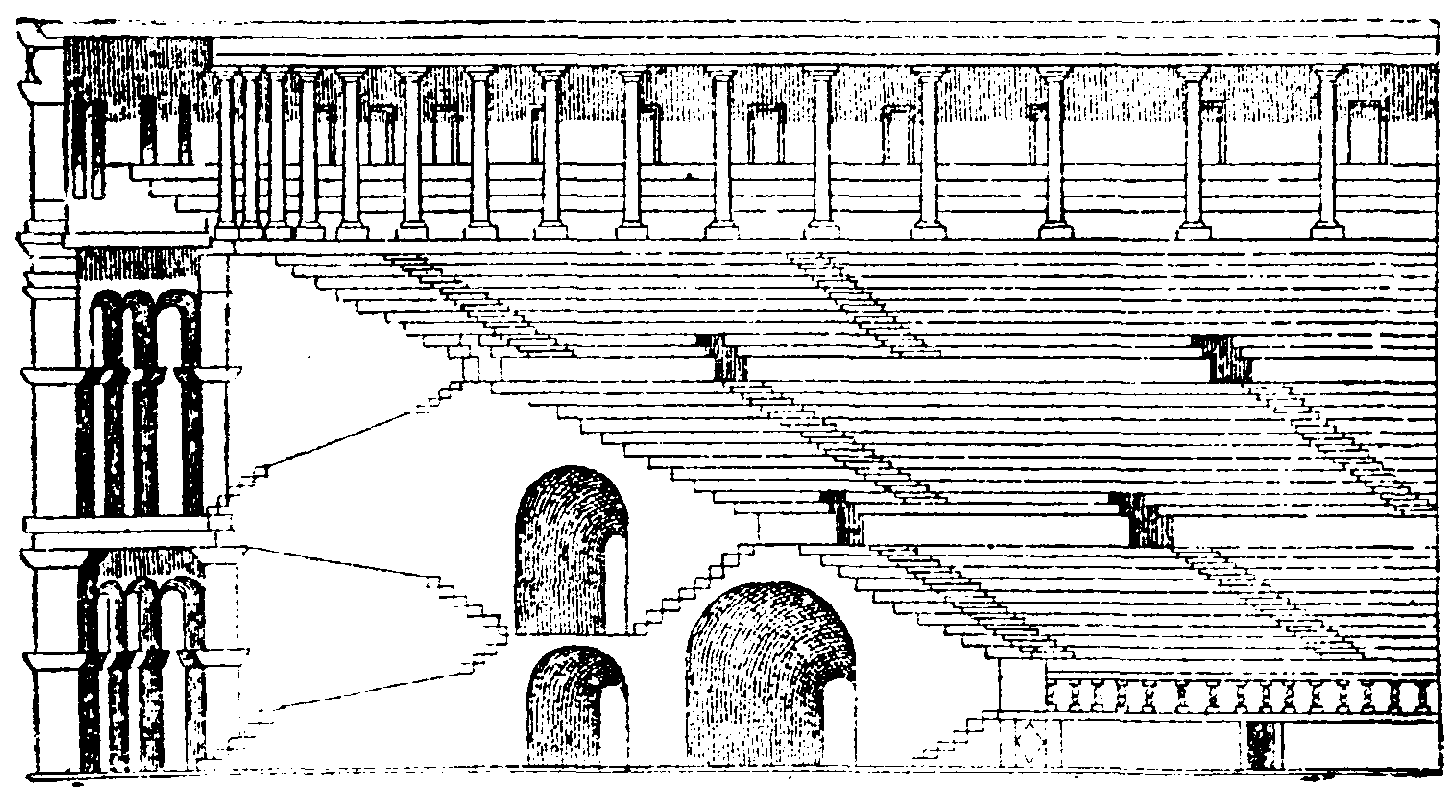
Amfiteatern i Pola i genomskärning

En amfiteater (från grekiskan amphi "runt om" och theatron "skådeplats") är som regel en rundformad byggnad, som ursprungligen var avsedd för skådespel, som exempelvis gladiatorspel, djurstrider under antiken. Moderna "rundteatrar" kallas ofta arenor eller stadium, beroende på vad för en öppen plats som ligger i centrum, vad den är gjord av och vilka evenemang som äger rum där, i huvudsak.
Amfiteatrar förknippas annars vanligen med Romarriket där dessa användes i underhållande syfte för folket under mottot Bröd och skådespel. Ordet i sig beskriver egentligen hur publiken är uppställd runt själva skådeplatsen, eller arenan, då de ursprungliga teatrarna, det vill säga skådeplatserna, inte hade några byggnationer överhuvudtaget. Ibland används termen för att även beteckna halvcirkulära skådeplatser liknande de antika grekiska teatrarna. Detta är missvisande eftersom termen "amfiteater" uppkom just för att skilja den från en halvcirkulär teater.

## Historia
Amfiteaterns historia kan spåras tillbaka till olika antika kulturer där berättande skedde under skiftande former. Exempelvis viktiga händelser rörande försörjning kunde vara föremål för familjegruppens eller byinnevånares intresse. När jägarna kom tillbaka med byte så brukade de fysiskt visa hur jakten gått till. För de yngre traderades vid dessa tillfällen jaktkunskaper vidare, och för de redan erfarna kunde detta vara förströelse. Berättarna stod i centrum, i medium, och åhörarna stod formerade runtomkring i cirkel. Intresset blev efter hand så stort att speciella forum ordnades; teatern (på grekiska theatron – skådeplats) föddes, och som kommunikationskanal och massmedium antog den efter hand en alltmer strukturerad form. En tradition av skådespel tog fart. De senare gladiatorspelen och inslag av vilda djur på teatrarna förmodas härstamma ur dessa jaktskådespel.
Ett exempel på förädling av den antika teatern som informationskanal och massmedium, är orkestern. Ordet kommer från grekiska ορχήστρα, namnet på ytan nedanför läktaren där en homogen grupp människor kommenterade med kollektiv röst, korus (χορός, khoros), händelser på scenen, där man ansåg att det behövdes eller bidrog till dramatiseringen. Den egentliga betydelsen av ordet orkester är platsen för dans. Dagens orkester har för länge sedan övergått till att använda instrument för att med musik förstärka berättelsen som framförs på scenen.

## Byggnaden
En amfiteater byggdes vanligen med en elliptisk eller cirkelformad arena och runt om trappstegsformade åskådarplatser som koncentriskt omger arenan. 
De flesta hade en avancerad scenteknik med bland annat höj- och sänkbara scengolv.

## Kända amfiteatrar
- Den äldsta kända amfiteatern finns i Pompeji. Den är byggd på 70-talet f.Kr. och därmed 150 år äldre än Colosseum i Rom.[2]
- Colosseum
- Capua
- Arles
- Amfiteatern i El Jem

### Sverige
Största amfiteatern i Sverige är Strawberry Arena.[källa behövs]